# Scottopsyllus pararobertsoni
Scottopsyllus pararobertsoni är en kräftdjursart som beskrevs av Lang 1965. Scottopsyllus pararobertsoni ingår i släktet Scottopsyllus och familjen Paramesochridae. Inga underarter finns listade i Catalogue of Life.